# Woody Boogie
"Woody Boogie" é o segundo single do álbum Living in the Background, lançado pelo grupo de pop Baltimora em 1985. Foi lançado apenas na Europa, e conseguiu entrar no Top 40 de faixas mais tocadas em alguns países, embora não tenha alcançado o mesmo sucesso do single anterior "Tarzan Boy".

## Faixas
7" Single
| N.º | Título                        | Duração |  |
| 1.  | "Woody Boogie"                | 3:46    |  |
| 2.  | "Woody Boogie" (Instrumental) | 3:51    |  |

12" Single
| N.º | Título                        | Duração |  |
| 1.  | "Woody Boogie" (Jumping Mix)  | 5:52    |  |
| 2.  | "Woody Boogie" (Instrumental) | 4:36    |  |

## Posições nas paradas musicais
| Parada musical (1985)              | Melhor posição |
| ---------------------------------- | -------------- |
| Alemanha (Germany Top 100 Singles) | 20             |
| Irlanda (IRMA)                     | 30             |
| Itália (FIMI)                      | 23             |
| Países Baixos (MegaCharts)         | 32             |
| Suécia (Sverigetopplistan)         | 4              |
| Suíça (Schweizer Hitparade)        | 15             |

### Posições anuais
| Parada de fim de ano (1985)    | Melhor posição |
| ------------------------------ | -------------- |
| Alemanha (Germany Top Singles) | 156            |